# Town of Bassendean
Town of Bassendean is een Local Government Area (LGA) in Australië in de staat West-Australië in de agglomeratie van Perth. Town of Bassendean telde 15.932 inwoners in 2021. De hoofdplaats is Bassendean.

## Suburbs
- Ashfield
- Bassendean
- Eden Hill